# بوجینکان
بوجین‌کان (武神館) یک سازمان هنرهای رزمی مستقر در ژاپن است که توسط ماساآکی هاتسومی بنیانگذاری شده است.
این سازمان به صورت مستقیم و مجزا مکاتب و سنن مختلف رزمی ژاپن را آموزش نمیدهد؛ بلکه با بهره‌گیری از تکنیک ها (وازا)، فرم ها (کاتا)، و استراتژی های مکاتب و سنن مختلفی که هاتسومی به ارث برده، و یا آموخته، هنر او "بودو تای‌جوتسو" را آموزش می دهد.
در ابتدا هاتسومی این هنر را "نین‌پو تای‌جوتسو" نامیده بود، ولی بعدا اسم آن را به "بودو تای‌جوتسو" تغییر داد. این امر به این دلیل می تواند باشد که نین‌پو زیر مجموعه ای از بودو می باشد، و همچنین به طرق مختلف از هاتسومی و تاکاماتسو نقل است که " بودو همان نینپو است، و بر عکس."
خاستگاه بوجین‌کان:
قبل از آشنایی هاتسومی با تاکاماتسو، او دو استاد دیگر در زمینه هنرهای رزمی سنتی ژاپن داشت. او در سال 1957 به شاگردی تاکاماتسو درآمد، و از او به عنوان "استادی که در جستجوی آن بوده است" نام می برد.
پس از هنرجویی در نزد تاکاماتسو، او وارث چنیدن سنت و انشعاب رزمی از طرف تاکاماتسو می شود.
در حین آموزش نزد تاکاماتسو، چند شاگرد نیز برای هنرجویی به نزد هاتسومی آمدند: در سال 1960 ماناکا اونسوئی به عنوان اولین شاگرد هاتسومی، و پس از او در سال 1963 شوتو تانمورا، و در سال 1966 ایشیزوکا تتسوجی به شاگردی هاتسومی درآمدند.
در این میان تعدادی افرادی غیرژاپنی، از آمریکا، اروپا، و هند نیز زیر نظر هاتسومی به شاگردی می پرداختند و حتی گروه های آموزشی کوچک خود را نیز دارا بودند. تمامی این افراد قبل از عضویت دنی وکسنمن اسرایلی و دورون ناوون (موسس اولین بوجین‌کان دوجو در خارج از ژاپن  و در اسرایل، و اولین شی‌دُشی خارجی)  به شاگردی هاتسومی در آمده بودند.
استیون هیز، که در سال 2006 بوجین‌کان با او قطع رابطه کرد، بعد از این افراد به ژاپن سفر و برای مدتی زیر نظر تانمورا و بعدها نزد هاتسومی به شاگردی پرداخت.
در اوایل دهه 70 میلادی، و با زیادتر شدن حلقه اول شاگردان ژاپنی هاتسومی، آنها از اسم تُ‌گاکور ریو، به عنوان یک اسم عام برای نامیدن دوجوی خود استفاده می کردند، با اینکه آموزش ها محدود به توگاکور ریو نبود، و یکی از اولین مدارک سنتی که هنرجویان دریافت می کردند، در کوکی‌شین-دِن هاپّو بی‌کِن جوتسو بود. دلیل انتخاب این اسم، طولانی تر بودن شجره ای این سنت نسبت به باقی سنن بود.
تاکاماتسو در سال 1972 فوت کرد؛ او که در طول زندگی خود القاب رزمی زیادی داشت، پس از مرگش توسط هاتسومی با عنوان "بوجین" به معنی "جنگجوی ملکوتی" گرامی داشته شد.  این موضوع باعث شروع پایه گذاری بوجین‌کان (سالن یا قصر جنگجوی ملکوتی) بین سال های 1972-1978 شد.

این باور غلط بین بسیاری وجود دارد که سازمان بوجین‌کان، "ریو-ها" و یا مکتب رزمی سنتی آموزش می دهد و باعث شده افراد اعدادی مثل 6 و یا 9 را نام ببرند. چنین باوری، ریشه در درک غلط اکثر غربیانی که در سال های 1975 به بعد به شاگردی هاتسومی در آمدند از نحوه انتقال هنرهای سنتی ژاپنی ( کو-ریو)، و همچنین استفاده موقت هاتسومی از لفظ "تُ‌گاکورِ ریو" برای آموزش هایش دارد. 
هاتسومی ماساآکی، صرفا سوکه( تلفظ سُ‎کِ)، یا مدیر ارشد نسل خاصی از مدرسان در 9 سنت است که از تاکاماتسو به ارث برده است.
با اینکه هنر بودو تای‌جوتسو ی او از سایر مکاتب و سنت های ژاپنی نیز بهره برده است، به دلیل احترام به تاکاماتسو، معمولا نامی از سایر مدرسین و مکاتب برده نمی شود.
مکاتب و سنت هایی که هاتسومی ادعای وراثت در آنها بعد از تاکاماتسو را دارد، عبارتند از (نوشتار با در نظر گرفتن تلفظ ژاپنی می باشد) :
1. گیُکُّ ریو کُشّی‌جوتسو
2. کُ‌تُ ریو کُپُّ جوتسو
3. تُ‌گاکورِ ریو نین‌پُ تای‌جوتسو
4. کوکی‌شین-دِن هاپُّ بی‌کِن جوتسو
5. شین‌دِن فودُ ریو داکِن تای‌جوتسو
6. هُن‌تای تاکاگی یُ‌شین ریو جوتای‌جوتسو
7. کومُ گاکورِ ریو نین‌پُ
8. گی‌کان ریو کُپُّ جوتسو
9. گیُکو.شین ریو نین‌پو

از سایر مکاتب و سنت هایی که درشکل گیری هنر بودو تای‌جوتسو تاثیر گذار بوده اند می شود به موارد زیر اشاره کرد:
- آماتسو تاتارا هی بومی نُ ماکی
- شین‌دِن فودُ ریو تای‌جوتسو
- هُن‌تای کی‌جین چُ‌سواْی ریو
- بُکودِن ریو جوجوتسو
- ماساکی ریو
- غیره

قابل توجه است که سازمان بوجین‌کان، فقط یکی از چندین سازمان تاکاماتسو-دِن، ولی معروف ترین آنهاست.
پسوند "دِن" اشاره به انتقال دارد و از لحاظ سنتی به معنی یک انتقال کامل و ناشکسته از نسلی به نسل دیگر است؛ تحت این تعریف، سازمان و یا هنری تاکاماتسو-دِن محسوب می شود که بنیانگذار سازمان فوق در حداقل یکی از هنرها و سنت هایی که تاکاماتسو تُشیتسوگو انتقال داده است، به بالاترین درجه انتقال (مِن‌کیُ‌کای‌دِن، و یا معادل آن در آن مکتب خاص) رسیده باشد.
بنابراین اکثر سازمان هایی که از بوجین‌کان منشعب شده اند، از جمله: تُ-شین دو، آکبان، تِن‌دُ بوشی، مجموعه دوجوهای براین مکآرتی، و غیره، تاکاماتسو-دِن محسوب نمی شوند. با اینکه احتیاجی به اشاره نیست، این امر شامل شاخه های دیگر مکاتب ( به عنوان مثال در تاکاگی یُشین ریو) که از طریق اشخاص دیگری غیر از تاکاماتسو انتقال یافته اند نیز می شود.